# 弗兰齐斯卡·亨特克
弗兰齐斯卡·亨特克（德語：Franziska Hentke，1989年6月4日—）生于萨克森-安哈尔特沃尔芬，是一名德国女子游泳运动员，主攻200米蝶泳，所属俱乐部是SC Magdeburg。亨特克在1995年时开始接触游泳，翌年加入俱乐部开始正式接受训练，她在七岁时首次获得奖牌，九岁时首次获得奖杯。她在童年时也曾接触过芭蕾舞和乐器演奏，后来她决定放弃这两者以专注游泳。